# Natalia Bush
Natalia Mesa Bush (Tenerife, 14 dicembre 1984) è una modella, showgirl e attrice spagnola.

## Biografia
Nasce il 14 dicembre 1984 a Tenerife, nelle Isole Canarie (Spagna), da padre spagnolo e madre sudafricana di origini statunitensi e olandesi. Nominata Miss Tenerife, nel 2005 vince un altro concorso di bellezza in Italia, quando viene eletta Girl of the Year dalla linea di intimo Roberta e perciò scelta per pubblicizzare i prodotti del marchio. Entrata in televisione, diventa showgirl in un programma televisivo sul canale privato Canale Italia, nell'ambito di un gioco quiz intitolato In bocca al lupo e condotto da Marco Predolin. Nel 2006 partecipa al varietà di Rai 1 I raccomandati, condotto da Carlo Conti, e nell'inverno 2007 affianca Enrico Papi nel programma di Italia 1 Distraction.
Nel 2006 Natalia vince il concorso di bellezza Miss Fashion TV Grecia e in seguito posa per due calendari del 2007, per Fapim, scattato dal fotografo Gaetano Mansi  e Roberta. Nel 2008 debutta sul grande schermo con il film La fidanzata di papà, accanto a Massimo Boldi e Simona Ventura. Nell'autunno 2008 Natalia Bush partecipa come concorrente alla terza edizione del reality show di Italia 1 La talpa, dove si ritira nella quarta puntata del 30 ottobre perché viene sostituita da Simona Salvemini. Alla fine del 2008 la Bush posa per il calendario 2009 della rivista spagnola Interviú. Nella primavera 2009 partecipa come primadonna a Bellissima - Cabaret Anticrisi, varietà del Bagaglino per Canale 5, sostituendo Valeria Marini nella terza ed ultima puntata dello show. Nel 2014 è tra i protagonisti della webserie The Lady di Lory Del Santo.

## Televisione
- In bocca al lupo (Canale Italia, 2005) Valletta
- I raccomandati (Rai 1, 2006) Valletta
- Distraction (Italia 1, 2007) Valletta
- La Talpa 3 (Italia 1, 2008) Concorrente
- Bellissima - Cabaret anticrisi (Canale 5, 2009) Primadonna
- Fenomenal (Italia 1, 2011) Concorrente

## Filmografia

### Cinema
- A light of passion, regia di Ulderico Acerbi (2008)
- La fidanzata di papà, regia di Enrico Oldoini (2008)

### Webserie
- The Lady (2017)